# Underbar
Underbar är ett musikalbum från 1991 av den svenska gruppen Snowstorm. Albumet såldes i cirka 6 000 exemplar. "Nån annans armar om din hals" gavs ut som singel.

## Låtlista
1. Anny Fanny (3.07)
2. Solsång (4.14)
3. Hjärtattack (3.21)
4. Nån annans armar om din hals (4.17)
5. Underbar (3.25)
6. Här i mitt bröst (3.13)
7. Glöd (3.37)
8. Ge mig liv (3.32)
9. I kväll är allting bra (4.21)
10. Kärlek och hat (3.41)
11. Inte alls kär (4.08)
12. Hej presidenten (3.29)

### Fotnoter
1. ↑  ”Underbar”. Svensk mediedatabas. 6 mars 1991. http://smdb.kb.se/catalog/id/001477399. Läst 21 augusti 2014.